# Zastava Jordana
Zastava Jordana je bazirana prema zastavi Arapske pobune protiv Osmanskog Carstva za vrijeme Prvog svjetskog rata. Zastava se sastoji od tri vodoravna polja (crnog, bijelog i zelenog) koji su povezani crvenim trokutom s lijeve strane. Polja predstavljaju Abasidski, Emevijjski i Fatimidski Kalifat. Crveni trokut predstavlja dinastiju Hashemita i Arapsku pobunu. Bijela sedmokraka zvijezda, koja razlikuje Jordansku zastavu od zastave Palestine ima dvostruko značenje: predstavlja sedam stihova u prvoj suri Kurana ili sedam brda na kojima je sagrađen glavni grad Amman, te jedinstvo Arapa. 

## Vanjske poveznice
- Flags of the World